# 吾妻通り
吾妻通り（あづまどおり）は、福島県福島市にある市道の通称である。

## 概要
- 起点…福島市栄町（福島県道3号福島飯坂線交点。福島駅東口バスプール前）（北緯37度45分18.6秒 東経140度27分40.4秒 / 北緯37.755167度 東経140.461222度）
- 終点…福島市置賜町（パセオ470交点）（北緯37度45分18.1秒 東経140度27分53.2秒 / 北緯37.755028度 東経140.464778度）

一般市道60161号栄町上町線の一部区間の通称であり、通りの一部は都市計画道路栄町置賜町線として指定されている。福島駅東口バスプールの入り口ともなっている県道3号交点から東進し置賜町交差点で国道13号信夫通りと交差し、パセオ470に至る区間を指す。起点から国道13号までは2車線の対面通行、国道13号からパセオ470にかけては東向きの1車線一方通行である。パセオ470より東へは文化通りが同様の一方通行路として延びる。
福島駅前の繁華街を東西に貫き、沿線には古くから飲食店などが連なり、かつては映画館も存在した（現在の国際パーキング）。しかし、福島駅前のごく一部の拡幅が行われていたほかはほぼ全線が幅員8.5mの狭隘な一方通行路で歩車分離もなされておらず、交通安全上危険な状況であったため、道路交通の安全性確保と、福島駅と国道13号を結ぶ新たな幹線道路の確保などの理由から1994年（平成6年）度から都市計画道路栄町置賜町線として事業化され、2011年（平成23年）4月27日、福島県道3号福島飯坂線交点から国道13号交点までの220mの区間が、幅員22m、片側1車線に拡張され開通した。総事業費は34億7800万円。歩道、自転車道の分離の他、電線の地中化、ストリートファニチャーの設置が行われた。当路線の開通以後、福島駅東口から国道13号を北上する高速バス仙台 - 福島線をはじめとした福島交通の路線バスは、従来のあづま陸橋東交差点経由から当道路を経由するルートに変更された（なお、国道13号から南下し福島駅東口に向かう逆方向の路線は、置賜町交差点に右折レーンがないことから北側の福島県道310号庭坂福島線を経由する）。

## 沿線

### 東北電力福島支店
道路拡幅のために社屋の新築移転が行われた。旧社屋は前身の日本発送電に合併する以前の福島電燈の社屋として1927年（昭和2年）に建てられた鉄筋コンクリート2階建ての近代洋風建築であった。また、この地がそれ以前に加賀屋金澤家の邸宅であった頃から、邸宅内の伏見稲荷神社の鎮守の森に植えられていた樹齢100～150年のヤマナシの古木が道路予定地に存在しており、伐採、もしくは移植される計画であった。しかし長年市民に親しまれてきた古木を活かしたまちづくりを福島市が進めたためにそのまま残されることとなり、木の隣には来歴を記した石碑が福島ロータリークラブによって建立された。木を自動車から守る囲いや、歩道に設置された交流電流のサインカーブをモチーフにしたストリートファニチャーに用いられた石材は、旧社屋の石材を東北電力から市が譲り受けたものである。

### さんかく広場
置賜町交差点北西角にある広場である。当路線と市道置賜町線、市道置賜町天神町1号線に囲まれた三角地を都市内の緑地景観形成のために芝生敷きのイベント広場として都市計画道路建設と同時に整備された。西側の一部はテントやブースの設営スペースとして歩道と一体的に整備されており、水道と電源も設置されている。また広場を囲む北側と西側の市道の美観化も行われた。
広場北側の市道置賜町線は江戸時代、米沢藩の参勤交代にも用いられた米沢街道の木戸口に当たる場所である。また、おかまバーを始めとした飲食店の店員がよく呼び込みをしていたことからおかま通りとの通称があり、都市計画道路建設中の工事案内看板にも用いられていた。